# 4152 Weber
4152 Weber este un asteroid din centura principală, descoperit pe 15 mai 1985 de Edward Bowell.